# فريدريك دبليو. كافاناف
فريدريك دبليو. كافاناف هو سياسي أمريكي، ولد في 10 سبتمبر 1871، وتوفي في 2 ديسمبر 1940. نشط حزبياً في الحزب الجمهوري. وقد انتخب عضو مجلس ولاية نيويورك ‏.